# アファーナシ・セメノビッチ・ロゴウィッツ
アファーナシ・セメノビッチ・ロゴウィッツ（英語: Afanassi Semjonowitsch Rogowitsch、ロシア語:  Афанасий Семенович Рогович、ウクライナ語: Опана́с Семе́нович Рого́вич、1812年1月18日 - 1878年）はロシアの植物学者、地質学者、古生物学者である。

## 経歴
左岸ウクライナ地域のRogovyの貴族の家に生まれた。聖ウラジーミル大学(キーウ大学)で自然科学を学び、1838年に学位を得た。キーウの中学校で数学の教師をした後、1843年にドイツ、イタリア、スイス、フランス、イギリス、スウェーデンに地質学、特に鉱物学を学ぶために留学した。1847年から母校で教え始め、1852年に標本館と植物園の監督となり、1850年に鉱物学とウクライナの化石魚類の研究論文を完成させ、1853年に博士号を得た。1853年にウクライナの植物相のために調査旅行をし、1855年から聖ウラジーミル大学の植物学の准教授となり1868年に引退した。
ロシア帝国鉱物学会やキーウ自然科学者会の会員を務めた。

## 研究内容・業績
キーウ地域の植物に関する論文、古生物学や地質学、考古学に関する多くの論文を執筆した。南ロシアやウクライナでの植物の現地名の辞書を作ったことでも知られる。

## 受賞・栄典
- 1862年にキーウ地域の化石魚類の研究で、デミドフ賞を受賞した。